# Manuel Esteban Pizarro
Manuel Esteban Pizarro y Gois Liria (Córdoba; 1 de enero de 1805 - 12 de enero de 1888), militar y político argentino unitario, que encabezó la revolución del 27 de abril de 1852 en contra del gobernador rosista Manuel López.

## Orígenes
Hijo de Manuel Antonio Pizarro Villafañe Figueroa -militar y camarada de armas del General José María Paz- y de María de la Encarnación Gois Liria y Maidana, realizó la carrera militar. El 3 de diciembre de 1825, contrajo matrimonio con María Mercedes Leaniz Haedo. De allí nacieron nueve hijos: Modestino Evaristo de San Ramón (1826), Laureano de San Pedro Nolasco (1829), Ramón Francisco de Borja (1831), Manuel Demetrio de la Pasión (1841), Romualdo Moisés  (1843), Nicolasa Mercedes de la Concepción (1844), José Toribio (1846), Teodosio Francisco (1849) y Ángel S. (1854).
Actuó en la Guerra del Brasil, participando en las acciones de Bacacay y Ombú,  Ituzaingó, Camacuã, Yerbal, Potrero del Padre Filiberto y Las Cañas. Fue ascendido a Coronel a cargo del Regimiento de Dragones de Córdoba.

## Córdoba después de Caseros
Apenas se sabe el resultado de la Batalla de Caseros en Córdoba, un grupo de antirrosistas gana la Plaza Mayor y quema en público el retrato del Restaurador de las Leyes, Juan Manuel de Rosas, el 17 de febrero de 1852. Lo que hasta días antes hubiera sido una sentencia de muerte segura, ahora es tomado por la mayoría con disimulo, a la espera de cómo terminan de desarrollarse los acontecimientos.
El brigadier general “Quebracho” López se había pronunciado en contra de Urquiza y su legislatura, por estrictas razones del negocio político que se tenía con Rosas, se había manifestado en igual sentido tildando al entrerriano de “salvaje unitario y vil traidor”. No obstante, bajo los nuevos acontecimientos, la Honorable Sala de Representantes de la Provincia de Córdoba se reunió, presidida por el doctor Agustín Sanmillán, en sesión especial la mañana del 23 de febrero de 1852 para dejar en claro y en su lugar a los hechos pasados. Pero se vio interrumpida por el griterío desde la barra, la que debe ser desalojada a la bayoneta. Se grita el deseo de un nuevo gobierno. El tumulto sale puertas afuera y se producen corridas con el batallón de policía.
El 26 vuelven a reunirse. Y así Urquiza, es ahora nombrado “Ilustre Libertador y Benemérito General”. Hacía tres meses había sido colocado “fuera de la ley” por la Sala, pero en virtud de la reconsideración pedida por el gobernador, es devuelto en el pleno goce de todos sus derechos ciudadanos, en atención a que tales pronunciamientos legislativos habían sido “arrancados por Rosas”. Y para que no hubiese confusiones en las generaciones futuras, se mandó desglosar de los libros legislativos toda acta que registrara tan engorrosa situación.
Ante la nueva realidad, Manuel López, que había sido un ferviente defensor de la Santa Federación, creyó posible subirse al carro urquicista y envió un duro mensaje a la Asamblea de Representantes: “Ha llegado el momento de recobrar el libre ejercicio de los imprescriptibles derechos, ajados y conculcados más de veinte años por el infame déspota Juan Manuel de Rosas”, decía aquel mensaje que causó sorpresa e indignación entre sus partidarios.
El gobernador López permanecerá acuartelado en la campaña con sus dos regimientos a la espera de lo que vendría. En tanto, un grupo de liberales -Luque, Olmedo y Manuel Lucero- intentaron una revuelta y consiguieron la disolución de la legislatura "por obsecuente con el tirano depuesto"; pero no llegó a constituirse una nueva Asamblea, porque López cayó sobre la ciudad con sus milicias, restableció la antigua legislatura y emitió órdenes de captura en contra de los organizadores de la revuelta.
“Quebracho” López, que en sus diecisiete años de mando, ha superado un gran número de conspiraciones, asonadas, revoluciones, invasiones de indios y conflictos interprovinciales varios, gracias a una de doble política de paternalismo y uso de la fuerza, esta vez ensaya algo distinto con los levantiscos: decreta una amnistía respecto de los hechos del 23 de febrero.
Ello era el resultado de la entrevista con el enviado de Urquiza, Bernardo de Irigoyen. Este, hizo saber al mandatario provincial los propósitos de Urquiza respecto de respetar los "poderes constituidos" en las provincias que adhirieran a la idea de la pacificación nacional bajo el signo de una Constitución, pidió seguridad para los adversarios y aconsejó designar un Ministro general de carácter liberal y sin mayores compromisos. El gobernador aceptó, con la salvedad de que la Policía detuvo y encarceló a Manuel Lucero, cuya amnistía aún no había sido comunicada.

## La rebelión del 27 de abril
El ambiente político no lograba calmarse. Nadie había dado crédito al vertiginoso cambio de pensamiento operado en el gobernador Manuel López, que pasó de ser rosista recalcitrante a decidido antirrosista en solo cuestión de días. A su vez, los sectores del unitarismo cordobés rechazaban la permanencia en el gobierno provincial de los antiguos federales por más tiempo. Aún estaba en la memoria colectiva, el recuerdo de la ejecución por fusilamiento de Fermín Manrique, el 13 de noviembre de 1842, que siendo Fiscal de Gobierno de la provincia y federal se vio implicado en un plan conspirativo con los jefes militares de los departamentos del Oeste y Pocho.
El clima revolucionario formado en 1852 se promovía desde distintos lados, incluyendo un órgano de prensa: "El Padre Castañeta". Un periódico crítico-burlesco, editado por Eusebio Ocampo desde Buenos Aires, en el que se expresaban doctores nóveles de jurisprudencia y estudiantes como Juan del Campillo y Modestino Pizarro firmando con seudónimos de clérigos ficticios.
Así las cosas, la casa de Manuel Esteban Pizarro -frente a la Plazoleta de la Merced- será el punto de reunión de la conspiración que se tramaba. Los conjurados en la revuelta van en aumento: los Pizarro -Manuel, Modestino, Ramón y Laureano-, Manuel Lucero, Tomás Garzón, Silverio Arias, Manuel Antonio de Zavalía, Luis Montaño, Aurelio Piñero, entre otros.
Manuel López, resentido en su salud, no atina a ganara apoyos a su nueva postura y, para peor, debe delegar el mando en su hijo José Victorio el 19 de abril, un buen militar de frontera pero extraño a los bemoles y mañas de la política de la ciudad. Intenta oxigenar su gobierno, con el nombramiento como Ministro general de Alejo del Carmen Guzmán, persona letrada, federal, de enorme prestigio en la ciudad y afín a Urquiza. Pero no basta.
El martes 27 de abril, el grupo conducido por el coronel Manuel Esteban Pizarro e integrado por el resto de conjurados, se dirigió al cuartel de los “cívicos” –el batallón encargado de la custodia de la ciudad–, ubicado al sur de la Calle Ancha, en el lugar donde hoy se encuentra el Patio Olmos. Paradójicamente, esto sucede con la llegada de la Compañía de Patricios desde Villa Nueva, ordenada por el propio gobierno para su resguardo, cuyo jefe, el comandante Maldonado, es leal al gobierno. 
Cinco y media de la tarde. Se toca generala en el cuartel de los cívicos. La tropa forma al completo de efectivos y equipos, como si se fuera a concluir un día más de faena. El comandante Maldonado, que se prepara para revistarlas, es detenido por sus oficiales, plegados a la sublevación. Ahora, con la fuerza militar de la que antes carecía, Pizarro saca las tropas a la calle Ancha, en dirección al Norte, y se dirigió por las calles arenosas, a paso de marcha, con los tambores por delante, hasta el Cabildo de Córdoba -sede del Gobierno-.
La última cuadra se salva a la carrera. La escolta del gobernador se ha negado a deponer armas y el recinto gubernamental es tomado por asalto. La desproporción del número hace a un mismo tiempo a la resistencia, heroica e inútil. Pero no hace mella alguna en al valor de algunos. El jefe del escuadrón de escolta, capitán Montiel, prefiere caer en defensa de la sede gubernativa antes que rendirla; el coronel Policarpio Patiño, edecán del gobernador, muere a la puerta de tal despacho, al negarse, espada en mano, en solitario frente a la masa que irrumpe por el pasillo, a franquearla, interponiéndose en su camino. Lo acribillan a balazos. Al ver caer a sus jefes, el resto de la tropa cesa la resistencia. Algunos se rinden, en tanto otros prefieren saltar tapias y ganar el callejón de las Catalinas, para no caer en mano de la turba que acompaña cada vez en mayor número a las tropas rebeldes.
Tras ser reducido por el número, el gobernador delegado, coronel José Victorio López, es apresado en su despacho. Su padre, el brigadier general Manuel López, será tomado prisionero en el dormitorio de su propia casa, donde se hallaba enfermo y guardando cama.
Siete de la tarde. Hora de la oración. La revolución ha triunfado. El ministro general del gobierno, doctor Alejo del Carmen Guzmán, temiendo por su integridad física, al principiar la asonada abandonó su casa para ir a refugiarse a la Iglesia y Convento de San Francisco, situado enfrente de su domicilio. Allí permaneció todo un día, hasta que los revolucionarios, el 28 de abril en comitiva, lo entrevistaron para comunicarle que una asamblea popular lo había designado "Gobernador delegado".

## Últimos años
Continuó con su carrera militar, en el Ejército confederado. Con Urquiza estuvo en Cepeda y Pavón, donde pierde a su hijo mayor Modestino. Médico Jefe del Ejército de Mitre. Diputado de la Nación Argentina en varios congresos siendo el último en 1882, en el Congreso de Belgrano que sanciona la Ley de la Capital Federal.